# Fabrella tsugae
Fabrella tsugae — вид грибів, що належить до монотипового роду Fabrella.